# أوغستين ريد همفري
أوغستين ريد همفري (بالإنجليزية: Augustin Reed Humphrey)‏ هو محامي وقاضي وسياسي أمريكي، ولد في 18 فبراير 1859 في ماديسون في الولايات المتحدة، وتوفي في 10 ديسمبر 1937 في فورت كولنز في الولايات المتحدة. حزبياً، نشط في الحزب الجمهوري. وقد انتخب عضو مجلس النواب الأمريكي.